# 電送人間
『電送人間』（でんそうにんげん）は、1960年（昭和35年）に東宝が製作した特撮ホラー映画。カラー、東宝スコープ、パースペクタ立体音響。監督は福田純、主演は鶴田浩二。
併映は宝塚映画作品『爆笑嬢はん日記』（監督：竹前重吉、主演：佐原健二）。

## 概要
『美女と液体人間』（1958年）に続く変身人間シリーズの第2作である。検討用台本の段階で「怪奇空想科学映画シリーズ」と銘打たれており、第3作『ガス人間㐧1号』（1960年）も本作品とほぼ同時期に検討用台本が完成しているなど、当初よりシリーズものとして製作が進められた。
原作表記はないが、海野十三が「丘丘十郎」名義で発表した小説『電送美人』が下敷きになっていると考えられている。物語は、怪奇色を押し出していた前作と異なり、SF設定を用いたミステリー映画という趣向になっている。

## ストーリー
ブローカーの塚本が多摩川園のお化け屋敷へ呼び出され、突如現れた人影に銃剣で刺殺されるという殺人事件が発生する。事件を追う東都新聞の学芸部記者・桐岡勝は現場に残されたクライオトロンを発見し、大学時代の同窓生である警視庁の小林警部から塚本が密輸に関わっていたことを知らされる。桐岡と小林は、塚本とつながりのあるキャバレー経営者・隆昌元を張り込む。しかし、隆は発光する不気味な怪人によって刺殺され、警官隊の追跡もむなしく怪人が逃げ込んだ倉庫は火災で焼失する。倉庫内に怪人の死体はなく、冷却装置と放電装置を組み合わせたような謎の機械の残骸だけが残されていた。
小林は隆の殺害現場に居合わせ、塚本や隆と同様に従軍時代の認識票を郵送された滝と大西を追求し、大西の元部下である須藤兵長の存在を知る。14年前、大西、隆、塚本、滝は敗戦の混乱に乗じて軍資金の金塊の横領を目論み、それを阻止しようとした須藤と陸軍技術研究所の仁木博士を金塊もろとも洞窟へ生き埋めにしていたが、そこからは金塊はおろか須藤と仁木の死体も見つからなかったという。仁木が人間を電送する装置を開発していたことや、物体電送機に必要な冷却装置が軽井沢の小谷牧場へ発送されたことを知った桐岡は、牧場経営者の中本が須藤ではないかと推理する。しかし、桐岡の権限では決定的な証拠をつかめず、滝は予告通り物体電送機を使った犯行により、警官隊の眼前で殺害されてしまう。
捜査本部は小谷牧場への一斉摘発を行い、仁木と物体電送機を発見するが、やはり中本を偽っていた須藤は逃走する。一方、最後の標的となった大西は愛知県知多半島の小篠島の別荘へ身を隠していたが、島内には物体電送機が運び込まれていた。小谷牧場内に潜伏していた須藤は、殺人に反対する仁木の首を絞めて昏倒させ、物体電送機を使って小篠島へ向かう。須藤は大西を殺害して復讐を完遂し、またしても物体電送機で逃亡を図る。だが、浅間山の噴火によって電波が乱れ、まだ息のあった仁木が物体電送機を停止した結果、須藤は苦悶しながら消滅する。小谷牧場も浅間山の噴火によって崩壊し、物体電送機の秘密は闇に葬られたのだった。

## 登場キャラクター
電送人間
物体電送機を用いる神出鬼没の復讐鬼。その正体は、太平洋戦争末期に私腹を肥やそうと国家や軍を裏切って軍資金の金塊の横領を目論んだ上官らに銃剣で殺害されて生き埋めにされた元旧日本陸軍兵長の須藤であり、現在は中本伍郎という偽名を用いている。陸軍技術研究所の科学者であった仁木博士を欺いて物体電送機を利用し、銃剣を用いて上官たちを殺害した。
普段は精巧な覆面を被って端正な顔立ちに見せかけているが、実は顔中に焼けただれた痕がある。これは「電送中に電波が乱れると映像がゆがみ、同時に電送されている物体も溶ける」という電送装置の欠陥によるものである。
- 他の変身人間と異なり、設定上は電送装置を使用しているだけの人間だが、体に電流が走るなど怪人として描写されている。合成は、ロトスコープを用いて1コマずつ手作業で行われたとされる。ラストの消滅シーンは、演じる中丸の映像を変型ガラスに投映して撮影し、さらにそのフィルムに合成処理を行っている。脚本を担当した関沢新一は、執筆にあたり科学的な検証は行っていないといい、理屈よりも目で見て納得できることを優先した旨を語っている。
- 検討用台本での戦時中の回想シーンでは、須藤は左目を失い顎も欠けていると描写され、これに準じた特殊メイクのテストショットも撮られているが、本編では用いられなかった。
- 電送人間を演じた中丸忠雄は「お化け役」のように感じたそうで、当時に試写を見て「とんでもない作品に出てしまった」と真っ青になったという。そのため、田中から「『ガス人間㐧1号』のガス人間・水野役をやってくれないか」と声をかけられた際には思わず断ってしまい、しばらく干されてしまったという。

## キャスト
- 桐岡勝[出典 13]（東都新聞記者[31]）：鶴田浩二
- 中条明子[出典 14][注釈 7]（ニッポー精機社員[31]）：白川由美
- 大西社長[出典 15][注釈 8]（海南貿易社長[31]）：河津清三郎
- 岡崎捜査主任[出典 13]：土屋嘉男
- 中本伍郎（須藤兵長）[出典 16]：中丸忠雄
- 小林警部[出典 13]：平田昭彦
- 仁木博士[出典 17][注釈 9]：佐々木孝丸
- 隆昌元[出典 16]（軍国キャバレー経営者[31]）：田島義文
- 三浦博士[出典 16]：村上冬樹
- 呼び込みの親父[32][33]：沢村いき雄
- 滝[出典 16]（土建業[31]）：堺左千夫
- 塚本[32][33]（ブローカー[31]）：大友伸
- 丸根刑事[32][33]：山本廉
- 志村[32][12][注釈 10]（東都新聞の記者[31]）：松尾文人
- 管理人のおばさん[32][33]（ことぶき荘[31]）：水の也清美
- 漁夫の婆さん[出典 18]（源三の妻[31]）：馬野都畄子
- 音吉[32][33]（漁夫[31]）：大村千吉
- 本田次席[32][33]：佐田豊
- 源三[32][31]（老漁夫[31]）：瀬良明
- 海南貿易社員[32][33]：天本英世、広瀬正一、桐野洋雄
- 園長[32]（多摩川園園長[33]）：土屋詩朗
- 見物客の男[32][33]：熊谷二良
- 別の警官[32][33]（甲府[31]）：岩本弘司
- 警官（検問）[32][33]：岡部正
- 大野[32][33]（軍国キャバレーのボーイ[31]）：中山豊
- トラックの運転手[32][33]（甲府[31]）：宇野晃司
- 井田[32][33]（東都新聞デスク[31]）：松村達雄
- 記者[32][33]（東都新聞[31]）：堤康久
- 署長[32][33]（甲府[31]）：桜井巨郎
- トミ子[32][33]（軍国キャバレーの女給[31]）：小西瑠美
- おばけの男[5][31]（お化けの役[12]）[注釈 11]：北野明
- ボーイ[32][33]：三浦敏男
- 給仕[32][33]：西條康彦
- 見物客の女[31]：上野明美
- ユミ子[12]（受付[31]）：樋口年子
- 警戒の警官[32][33]（お化け大会現場[31]）：重信安宏
- 花屋の小僧[32][33]：土屋靖雄
- 警視庁部長[32][33]：向井淳一郎
- 張込みの刑事[32][33]：松本光男
- パトカーの警官[32][33]：澁谷英男
- 見物客[32][注釈 12]：上村幸之

### ノンクレジット
- 悪魔の洞窟から出てくる客：小川安三[37]
- スリラーショウの客：記平佳枝[38]、児玉清[37][注釈 13]、中西英介[37]
- スリラーショウの客（女学生）：丘照美[39][37]
- おばけの易者：伊藤実[37]
- 記者：岡豊[38]、清水良二[40][37]、須田準之助[37]
- 鑑識係員：橘正晃[38]
- キャバレーのボーイ：日方一夫[37]
- パトカーを運転する警官：川村郁夫[37]
- 非常線の警官：門脇三郎[5][35]
- 電柱を登る警官：緒方燐作[38]
- 殺される警官：砂川繁視[出典 19]
- トラックの運転手：篠原正記[37]
- 小谷牧場の警官：勝部義夫[37]
- ジープを運転する警官：越後憲三[38]
- 小篠島の警官：権藤幸彦[42][37]、中島春雄[43][37][注釈 14]
- 刑事：石川隆昭[44]

## スタッフ
参照
- 製作：田中友幸
- 脚本：関沢新一
- 撮影：山田一夫
- 美術：浜上兵衛
- 録音：西川善男、宮崎正信
- 照明：西川鶴三
- 音楽：池野成
- 特殊撮影
  - 光学撮影：荒木秀三郎
  - 撮影：有川貞昌
  - 美術：渡辺明
  - 照明：岸田九一郎
  - 作画合成：向山宏
- 監督助手：長野卓
- 編集：平一二
- 現像：東洋現像所
- 製作担当者：森本朴
- 特技監督：円谷英二
- 監督：福田純

## 制作
監督の福田純は、本作品で初めて特撮作品を監督した。本来は本多猪四郎が監督を務めるはずであったが、『日本誕生』の製作遅延によって順延となった『宇宙大戦争』の製作に追われていたため、『空の大怪獣 ラドン』などで助監督を務めた福田が監督に選ばれた。特撮班も『宇宙大戦争』の後に『ハワイ・ミッドウェイ大海空戦 太平洋の嵐』が控えていたため、その合間の年末年始にかけて特殊技術の撮影が行われた。本作品では傾斜フレームの構図を多用している。
『恐るべき火遊び』に続いて本作品が監督2作目である福田はおおむねの好評を受けたことにより、以降もアクション作品を中心に監督していく。主演の鶴田浩二は福田の助監督時代から親交があり、彼がキャスティング作業を始める前の時点で主演に決定していた。このことについて、福田は「鶴田との関係を知っていたプロデューサーの田中友幸の配慮があったのではないか」と述懐している。
音楽は池野成が担当した。本作品では場面ごとに印象の異なる楽曲を用いており、映像と音楽の相関的な効果を重視した池野の代表作の1つに数えられる。

### 視覚効果
本作品における重要なガジェットとして「物体電送機」が挙げられるが、これ自体は当時のSFとしてそれほど珍しいものではなく、本作品以前のアメリカ映画『ハエ男の恐怖』（1958年、日本未公開）にも同様の機械が登場している。本作品で「物体が電送される原理を観客に眼で見て解らせる」ための映像を作り上げることにこだわった円谷英二がそのヒントとしたのが、テレビである。当時のブラウン管方式のテレビ映像は、画面上にある「走査線」と呼ばれる細かい横縞模様に沿って管内の電子ビームが映像信号をスキャンしていくことによって映像を再生していたが、送受信の不具合によっては乱れた縞模様が発生する場合があった。円谷はこれに着目し、電送人間役の中丸忠雄の上に光学合成で青白く光る細かい横縞模様を焼き込み、「脳天から足の爪先へと徐々に消えていく」という映像を完成させた。また、電送機で瞬間移動した直後の犯行中でも、ときどき全身に横縞模様が走ってバリバリと雑音を発するという、芸の細かいところを見せている。
美術助手の井上泰幸は、美術の渡辺明が電送装置のデザインに苦心していたことを証言している。福田は、円谷とともに電送装置のデザインも試行錯誤したといい、撮影時も半信半疑であったが、後年のSF作品で同様のテレポート装置が多く見られるようになり、間違っていなかったと安堵したという。設計は美術助手の立川博章が手掛けており、立川は東京大学の理系の研究所にあったそれらしい装置を参考にしたと述べている。
列車爆破のシーンはミニチュアで撮影された。ワンカットのみではあるが、蒸気を吹きながら自走する精巧なミニチュアが用いられた。
クライマックスの浅間山の噴火とそれに伴い崩壊する研究所も、ミニチュアによって表現された。

## 映像ソフト
- VHS 品番 TG4343[51]
- LD 品番 TLL2488[51]
- DVD
  - 2005年5月27日に、東宝より発売された[52]。オーディオコメンタリーは中丸忠雄[52]。
  - 2014年2月7日に、東宝より「期間限定プライス版」として再発売された[53]。
  - 2015年7月15日に、東宝より「東宝DVD名作セレクション」として再発売された[54]。
- Blu-ray Disc
  - 2021年11月24日に、「変身人間シリーズBlu-ray」（『透明人間』『美女と液体人間』『ガス人間㐧1号』と同時収録）として初発売された[55]。

## 備考
アニメ映画『GODZILLA 怪獣惑星』（2017年）の前日譚を描く小説『GODZILLA プロジェクト・メカゴジラ』（2018年）では、その前巻『GODZILLA 怪獣黙示録』（2017年）で後先を考えずに思いついたアイデアや東宝怪獣を出し過ぎたことから選定に困り、さらなる続編を想定した打ち合わせの際には「ガス人間やマタンゴは無理でも電送人間なら出せるのでは」という考えにまで至ったという。